# Noel Purcell
Patrick Joseph Noel Purcell, född 23 december 1900 i Dublin, död 3 mars 1985 i samma stad, var en irländsk skådespelare.

## Roller i urval
- 1937 – En riddare utan rustning
- 1949 – Blå lagunen
- 1951 – Da capo
- 1952 – Pickwickklubben
- 1952 – Röde piraten
- 1954 – Massor av bovar
- 1955 – Doktorn går till sjöss
- 1956 – Han som älskade livet
- 1956 – Moby Dick
- 1957 – Månen går upp
- 1958 – Kors i taket
- 1958 – Massor av spefåglar
- 1960 – Pälsligan
- 1961 – Hyss i hytten
- 1962 – Myteriet på Bounty
- 1963 – Dödslistan
- 1963 – Nurse on Wheels
- 1965 – Lord Jim
- 1966 – Doktorn går till sängs
- 1967 – Ajöss Baby!
- 1973 – Fällan